# Кристоферы
«Кри́стоферы» (англ. The Christophers) — будущая чёрная комедия режиссеёра Стивена Содерберга по сценарию Эда Соломона. Главные роли в нём исполнят Иэн Маккеллен, Микейла Коул, Джессика Ганнинг и Джеймс Корден. Премьера фильма состоится на 50-м Международном кинофестивале в Торонто, который пройдёт в 2025 году.

## Сюжет
Разлучённые дети известного художника нанимают фальсификатора, чтобы тот дописал его незаконченные картины и продал их.

## В ролях
- Иэн Маккеллен
- Микейла Коул
- Джеймс Корден
- Джессика Ганнинг

## Производство
Фильм снят по сценарию Эда Соломона, режиссёром стал Стивен Содерберг. Производством фильма занимается компания Department M, исполнительными продюсерами стали Майкл Шефер и Майк Ларокка. В актёрский состав вошли Иэн Маккеллен, Микейла Коул, Джессика Ганнинг и Джеймс Корден.
Основные съёмки проходили в феврале 2025 года в Лондоне. Места съемок включали Фицровию в лондонском округе Камден.